# Petrogale wilkinsi
Petrogale wilkinsi is een zoogdier uit de familie van de kangoeroes (Macropodidae). De wetenschappelijke naam van de soort werd voor het eerst geldig gepubliceerd door Oldfield Thomas in 1926.

## Uiterlijke kenmerken
De soort lijkt qua uiterlijk op de kortoorrotskangoeroe, maar is donkerder in kleur, heeft een helderdere vacht op de ledematen en duidelijkere strepen op het hoofd en de flanken.

## Taxonomie
Deze soort werd lang als synoniem van de kortoorrotskangoeroe (Petrogale brachyotis) gezien, maar werd in 2014 als aparte soort beschouwd op basis van genetisch en morfologisch onderzoek.

## Voorkomen
De soort komt voor ten oosten van de Daly-rivier in het Top End, het noordelijke deel van het Noordelijk Territorium. De oostelijke limiet van het verspreidingsgebied ligt rond de grens met Queensland. De soort komt ook voor op de eilanden Groote Eylandt en Bickerton, alsmede de Sir Edward Pellew-eilanden en de Wesseleilanden.